# Symplegma brakenhielmi
Symplegma brakenhielmi is een zakpijpensoort uit de familie van de Styelidae. De wetenschappelijke naam van de soort is, als Diandrocarpa brakenhielmi, voor het eerst geldig gepubliceerd in 1904 door Michaelsen.